# Небо під серцем
 '«Небо під серцем»' - фільм-концерт групи ДДТ, знятий в 2012 році. Фільм містить запис прем'єрного концерту програми «Иначе», а також розкриває всі етапи підготовки цього шоу.
Концертну зйомку вели 9 операторських груп, розташованих у різних частинах «Олімпійського», які знімали концерт наживо, «в один дубль». Як пояснив оператор і продюсер фільму Юрій Бурак, «в світі кіно так не прийнято, і навіть багато фільми-концерти знімають в різних містах туру, а потім монтують разом найвдаліші шматки. А ми вирішили зняти документальним стилем, без купюр і підробок».
У Росії картина вийшла в прокат 5 квітня 2012 року. Дистриб'ютором виступив лідер артхаус ного кіно в Росії «Кіно без кордонів». Особливість картини полягає в тому, що по-перше, це перший досвід багатокамерної кінозйомки концерти в Росії, по-друге, це перший прецедент виходу в кінопрокат російського документального фільму, виробництво якого здійснювалося без залучення фінансової підтримки держави.

## Треклист
1. «Noise № 1»
2. «Народженим цієї ночі»
3. «Сонячне світло»
4. «Гей ти, хто ти»
5. «Пустота»
6. «Криза»
7. «Провідник»
8. «Напиши мені, напиши»
9. «Зустріч»
10. «Made in China»
11. «За тобою прийшли»
12. «Нова Росія»
13. «Noise № 2»
14. «Пісня про час»
15. «Коли ти була тут»
16. «Пісня про свободу»
17. «Південно-західний вітер»

## Фестивалі та премії
- Незалежна музична премія Степовий вовк - номінація «найкращий музичний фільм».
- X Московський Фестиваль вітчизняного кіно Московська прем'єра - учасник програми «Оккупай. Док».
- Фестиваль документального кіно Артдокфест - учасник програми «Середа».
- VII Фестиваль Російського кіно в Лондоні - учасник програми документальних фільмів

## Знімальна група
- Режисер — Вікторія Каськова
- Продюсер — Юрій Бурак
- Композитор — Юрій Шевчук